# Keltiäissaari (ö i Södra Savolax, S:t Michel, lat 61,94, long 26,81)
Keltiäissaari är en ö i Finland. Den ligger i sjön Puula och i kommunen Kangasniemi i den ekonomiska regionen  S:t Michel och landskapet Södra Savolax, i den södra delen av landet, 220 km nordost om huvudstaden Helsingfors. Öns area är 0,4 hektar och dess största längd är 150 meter i nord-sydlig riktning.